# Карпухов, Антон Анатольевич
 Антон Анатольевич Карпухов (23 апреля 1988, Смоленск) — российский волейболист, доигровщик, мастер спорта.

## Биография
До 17 лет Антон Карпухов тренировался в смоленской ДЮСШ № 5 по футболу, стремился стать профессиональным футболистом и выступать за московский «Спартак». В 2003 году поступил в Смоленский промышленно-экономический колледж, где стал больше играть в волейбол и выбрал этот вид спорта во многом благодаря настойчивости своего отца и преподавателя СДЮСШОР № 7, заслуженного тренера России Александра Фёдоровича Гаврилова. В 2007 году стал студентом Смоленской государственной академии физической культуры, спорта и туризма и начал выступать за команду СГАФК-«Феникс» в высшей лиге «Б» чемпионата России.
Карпухов очень быстро прогрессировал, с 2010 года был капитаном и лидером атак «Феникса». В сезоне-2013/14 под руководством Сергея Грибова команда пробилась в финал высшей лиги «Б», но по окончании первенства лишилась прежнего финансирования и по сути распалась. Антон Карпухов, ещё в апреле 2014 года ездивший на просмотр в «Югру-Самотлор», в итоге подписал контракт с нижневартовским клубом.
В год дебюта в Суперлиге Карпухов сразу стал игроком основного состава «Самотлора». В 35 матчах чемпионата он набрал 556 очков и разделил третье место в списке самых результативных волейболистов сезона с Вильфредо Леоном. Ряд матчей плей-аут Антон отыграл на позиции диагонального и стал лучшим по количеству набранных очков, а также лучшим подающим среди участников данного этапа первенства. Его игра не осталась незамеченной тренером второй сборной России Сергеем Шляпниковым. В мае 2015 года Карпухов вызывался в команду, но в окончательную заявку на Европейские игры не попал.
В это же время перешёл из «Югры-Самотлора» в кемеровский «Кузбасс» и в новом клубе также оказался на ведущих ролях. В сезоне-2017/18 стал серебряным призёром Кубка России, помог сибирской команде занять 4-е место в Суперлиге и впервые в её истории завоевать путёвку в еврокубки. В апреле 2018 года вошёл в заявку сборной России на Лигу наций.
Дебютный матч Антона Карпухова за национальную сборную под руководством Сергея Шляпникова состоялся 25 мая 2018 года в польском городе Катовице в матче против сборной Канады. На большей части предварительного этапа Лиги наций он уверенно заменил в стартовом составе травмированного капитана Дмитрия Волкова, а затем выступил в «Финале шести», который завершился победой сборной России. В том же году Карпухов входил в расширенный состав сборной на чемпионат мира, но в период подготовки к мировому первенству на одной из тренировок получил травму колена.
В 2019 году Антон Карпухов в составе «Кузбасса» стал чемпионом России и обладателем Суперкубка страны, в 2020 году — бронзовым призёром чемпионата России. 
В сентябре 2023 года подписал трёхмесячный контракт с минским «Строителем», но сыграл за белорусскую команду только на Мемориале Чайлытко и в октябре перешёл в нижегородскую АСК. Осенью 2024 года стал игроком белорусского клуба «Борисов-БГУФК». В его составе выиграл бронзу национального Кубка и был признан лучшим нападающим «Финала четырёх».

## Личная жизнь
Окончил Смоленскую государственную академию физической культуры, спорта и туризма.
Женат, в 2015 году в его семье родилась дочь Алиса.